# KM3Net
El Telescopi de Neutrins de Quilòmetre Cúbic, o KM3NeT, és una infraestructura de recerca europea situada al fons del mar Mediterrani . Conté telescopis de neutrins Cherenkov submarins dissenyats per detectar i estudiar neutrins d'orígens astrofísics distants així com de la nostra pròpia atmosfera, contribuint significativament tant al coneixement de l'astrofísica com de la física de partícules.
La xarxa en milers de mòduls de sensors òptics detecten la feble llum de Cherenkov a les profunditats del mar a partir de partícules carregades originades per col·lisions dels neutrins amb l'aigua o les roques a prop del detector. La posició i direcció dels mòduls òptics i el temps d'arribada de la llum als fotomultiplicadors interiors es registren amb gran precisió. Les propietats de les partícules, com la seva trajectòria i energia, es reconstrueixen a partir d'aquestes mesures.
El projecte KM3NeT preveu la construcció de diversos d'aquests detectors a les profunditats del mar Mediterrani al llarg de les costes meridionals d'Europa: KM3NeT-Fr (a la costa de Toulon, França) allotja el detector ORCA (Oscillation Research with Cosmics in the Abyss), KM3NeT-It (a la costa de Portopalo di Capo Passero, Sicília, Itàlia), acull el detector ARCA (Astroparticle Research with Cosmics in the Abyss). Tots dos detectors estan recopilant dades. KM3NeT-Gr (a la costa de Pylos, Peloponès, Grècia) està disponible per ampliar la infraestructura de recerca KM3NeT per a una pròxima fase.
El projecte KM3NeT continua la feina feta del telescopi de neutrins ANTARES, que va operar a la costa de França entre 2008 i 2022.
La supervisió, governança i gestió de la implementació i el funcionament de KM3NeT es realitza per mitjà d'una col·laboració internacional amb més de 68 institucions de 21 països d'arreu del món involucrades. La comunitat de KM3NeT consta d'unes 360 persones científiques, així com enginyeres i tècniques.
Els principals objectius de la Col·laboració KM3NeT són:
1. El descobriment i l'observació posterior de fonts de neutrins d'alta energia a l'Univers, investigant una gran varietat d'objectes còsmics com ara residus de supernoves, esclats de raigs gamma, supernoves o estrelles en col·lisió. Mitjançant la identificació de neutrins d'aquestes fonts, KM3NeT té com a objectiu proporcionar una visió sobre l'origen dels raigs còsmics i els mecanismes que impulsen alguns dels esdeveniments més extrems de l'univers.
2. Investigacions en profunditat de les propietats fonamentals dels neutrins, especialment les oscil·lacions de neutrins . En particular, per determinar l' ordenació de masses dels neutrins mesurant les oscil·lacions dels neutrins atmosfèrics. La capacitat de distingir entre diferents estats de massa de neutrins proporcionarà informació crucial sobre la naturalesa dels neutrins i el seu paper en el model estàndard de la física de partícules .

A més d'aquests principal objectius científics, el telescopi és una eina poderosa en la recerca de matèria fosca a l'univers. A més, la infraestructura de recerca allotja instrumentació per a altres ciències com la biologia marina, l'oceanografia i la geofísica per al seguiment a llarg termini i en temps real del medi marí i el fons del mar a profunditats de diversos quilòmetres.
El detector ARCA és el telescopi de mida d'un quilòmetre cúbic que cerca fonts de neutrins al cosmos. El detector ORCA està optimitzat per a les mesures de les propietats del propi neutrí, i així investiga qüestions relacionades amb la física de partícules .

## Disseny

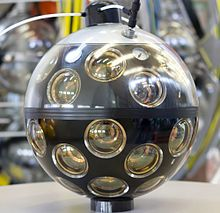
Mòdul Òptic Digital (DOM, per les seues sigles en anglés) KM3NeT al laboratori

Les infraestructures de França i Itàlia estan dissenyades per acollir gairebé 200.000 sensors de llum (tubs fotomultiplicadors, o PMT per les seues sigles en anglès) distribuïts en tres anomenats blocs de construcció: dos per a KM3NeT/ARCA i un per a KM3NeT/ORCA. Un bloc de construcció consta de 115 línies verticals flexibles - o Unitats de Detecció (DU) - ancorades al fons marí. Cadascuna de les línies conté 18 Mòduls Òptics Digitals resistents a la pressió, i cada DOM consta de 31 tubs fotomultiplicadors. Així, cada bloc constitueix una matriu tridimensional de sensors fotogràfics que es poden utilitzar per detectar la llum Cherenkov produïda per partícules relativistes originades per les interaccions dels neutrins.
KM3NeT-It, que allotja el detector ARCA, es troba a una profunditat de 3450 m. Està optimitzat per a la detecció de neutrins còsmics d'alta energia en el rang TeV-PeV mitjançant l'espaiat àmpliament dels mòduls òptics: el 18 mòduls de la línia, de prop de 700 m de longitud, estan separats entre si uns 90 m
KM3NeT-Fr, que allotja el detector ORCA, es troba a una profunditat de 2475 m. Els mòduls òptics més propers fan que el detector ORCA estigui optimitzat per a la detecció de neutrins en el rang GeV. ORCA constarà de 115 línies disposades en una xarxa triangular de 20 m, amb una separació de 9 m entre els mòduls òptics de cada línia. En total, la xarxa té uns 210 m de diàmetre, i les seues línies fan 200 m d'alçada.
La posició dels mòduls i el temps d'arribada de la llum als fotomultiplicadors interiors es mesuren amb gran precisió. Cada mòdul òptic fa uns 44 centimetres (17 in) de diàmetre, conté 31 tubs fotomultiplicadors de tres polzades i electrònica de suport, i està connectat a la costa mitjançant una xarxa òptica d'ample de banda elevat. Mitjançant una xarxa electro-òptica de cables i caixes de connexió al fons marí, els mòduls òptics es connecten a estacions de control a terra per a l'energia elèctrica, per al control de detectors i per a la transmissió de dades.
Atès que les línies amb mòduls òptics es troben en constant moviment provocat per les corrents marines, la posició i l'orientació dels mòduls òptics i, per tant, dels tubs fotomultiplicadors a l'interior, es monitoritzen dinàmicament mitjançant un sistema acústic i un sistema de brúixola, respectivament. En cada mòdul òptic s'utilitzen polsadors LED controlats per a la calibració temporal.
A la costa de cada lloc d'instal·lació de KM3NeT, una granja d'ordinadors realitza el primer filtre de dades, abans de transmetre-les a un centre de dades central de KM3NeT per al seu emmagatzematge i una anàlisi més profund per part dels científics de KM3NeT.
La construcció i el desplegament de moltes de les peces del detector s'il·lustren en diversos vídeos.

## Història de la construcció
El disseny del telescopi de neutrins KM3NeT és molt modular i la construcció és gradual. L'any 2012 es va iniciar la implantació de la instal·lació de recerca KM3NeT amb la construcció de les infraestructures del fons marí als llocs KM3NeT-Fr i KM3NeT-It. Un prototip de mòdul òptic KM3NeT va prendre dades amb èxit durant aproximadament un any entre el 2013 i 2014, formant part del telescopi ANTARES. Al lloc KM3NeT-It, una cadena de prototips va prendre dades el 2014-2015, també durant aproximadament un any.
La segona fase de construcció inclou la finalització dels detectors ARCA i ORCA als emplaçaments KM3NeT-It i KM3NeT-Fr, respectivament. Entre el 2017 i el 2024 al lloc ORCA s'han instal·lat 24 línies de detecció, i al lloc ARCA s'han instal·lat 33 línies de detecció, per tant, a finals del 2024, més del 10% del detector estava agafant dades.

## Resultats científics
Amb les configuracions del detector parcial, la col·laboració KM3NeT ja ha publicat alguns resultats interessants en revistes científiques revisades per parells, entre els quals:
Amb només 6 línies del detector ORCA, es va mesurar que els paràmetres d'oscil·lació atmosfèrica eren sin 2 (θ 23 ) = 0,51+0,04
−0,05 i ∆m 2 31 = 2,18+0,25
−0,35 × 10 −3 eV 2 {\displaystyle \cup } { -2,25, -1,76 } × 10 −3 eV 2 al 68% de CL.
Es va realitzar una cerca de homòlegs de neutrins amb dades KM3NeT per a la tercera sèrie d'observació dels interferòmetres d'ones gravitacionals LIGO i Virgo el 2019-2020. Ambdues cerques no van produir cap excés significatiu per a les fonts dels catàlegs d'ones gravitacionals. Per a cada font, s'han establert límits superiors del flux de neutrins i de l'energia total emesa en neutrins en els intervals d'energia respectius. També s'han realitzat anàlisis d'apilament de fusions de forats negres binaris i fusions d'estrelles de neutrons i forats negres per limitar l'emissió de neutrins característica d'aquestes categories.
Amb 10 línies d'ORCA i 21 línies d'ARCA instal·lades, s'ha realitzat un estudi de seguiment del fenomen transitori extraordinàriament brillant detectat pel monitor de ràfega de raigs gamma el 9 d'octubre de 2022 pel satèl·lit Fermi. No es van trobar esdeveniments de neutrins candidats en coincidència amb la ubicació de l'explosió de raigs gamma. Es van presentar els límits superiors de l'emissió de neutrins associada.
S'han publicat molts més estudis sobre: desintegració invisible de neutrins, neutrins estèrils, interaccions de neutrins no estàndard, cerques de matèria fosca, decoherència quàntica en oscil·lacions de neutrins, muons atmosfèrics, flux de neutrins difussos, emissió de fonts puntuals, galàxies Starburst, supernova de col·lapse del nucli i anàlisis combinades amb altres experiments com JUNO i CTA.
A més, basant-se en simulacions detallades de Monte Carlo, les perspectives dels detectors KM3NeT en ORCA i ARCA es presenten, per exemple, en publicacions:.
Es pot trobar una llista completa dels articles científics i tècnics de KM3NET a INSPIRE-HEP. KM3NeT està compromès amb la publicació d'accés obert.

## Relació amb les institucions europees
L'any 2006, KM3NeT es va incloure al full de ruta del Fòrum Estratègic Europeu sobre Infraestructura de Recerca (ESFRI), que reconeix com a prioritat la infraestructura de recerca KM3NeT per a les necessitats científiques d'Europa durant els propers 10-20 anys. El suport va ser renovat pel Consell de la Unió Europea per al període 2019-2026, permetent per exemple posar en marxa el projecte KM3NeT-INFRADEV2 (2023-2025) per a la implementació completa de la infraestructura de recerca KM3NeT.
KM3NeT s'ha beneficiat de diversos finançaments a través dels programes europeus de recerca i innovació, inclosos Horizon 2020 i Horizon Europe. Paral·lelament, la implantació de les instal·lacions de KM3NeT també es van beneficiar amb el finançament del Fons Europeu de Desenvolupament Regional (FEDER), confirmant el potencial econòmic, social i territorial de KM3NeT a nivell regional.
Finalment, KM3NeT ha participat en molts projectes europeus, liderats per socis de la Col·laboració. Per exemple, KM3NeT participa a la xarxa EMSO, proporcionant accés a llarg termini a la investigació en ciències de la Terra i del Mar. KM3NeT va participar en el projecte ASTERICS, i encara participa en la iniciativa europea EOSC per a la ciència oberta, així com en el projecte relacionat ESCAPE. Per acabar, però no menys important, KM3NeT també es dedica a la ciència ciutadana, sobretot a través del projecte REINFORCE.

## Xarxa Global de Neutrins
Juntament amb ANTARES, Baikal, IceCube, P-ONE i RNO-G, KM3NeT forma part de la Global Neutrino Network.